# Битка код Шанпобера
Битка код Шанпобера одиграла се 10. фебруара 1814. године између Француске и Русије. Битка је део Наполеонових ратова, а завршена је победом Француске.

## Увод
У операцијама које је Наполеон почео 8. фебруара са 30.000 људи против савезника који су претили Паризу, француске главне снаге прикупиле су се 9/10. фебруара увече у рејону Сезана. Не успевши благовремено да прикупи своје разбацане снаге, Блихер је оставио изоловани руски корпус Олсуфјева (око 5000 људи и 24 оруђа) у рејону Шанпобера.

## Битка
Уместо да поруши мост на реци Петит Моргену и да води борбу за добитак времена, Олсуфјев је 10. фебруара сачекао напад француске претходнице Мармона, затим се повукао према Банеу, али је нападнут са фронта и из позадине. Најзад, кад му је под ударом масе француске артиљерије и развијене Нејове пешадије потпуно пресечена одступница према истоку, Олсуфјев је потучен и заробљен. Но, Французи нису искористили ту победу.